# Mark Davis (actor)
Mark Davis (Essex, 6 de agosto de 1965) es un exactor pornográfico inglés y director de cine pornográfico y bailarín exótico.

## Carrera
En 1981, Davis y su familia se trasladaron de Inglaterra a Toronto, Canadá. Después de graduarse de la escuela secundaria, se fue a Los Ángeles para rodar una escena de fotos para Playgirl a los 18 años de edad. Poco después, se trasladó a los Estados Unidos permanentemente.  A partir de 1984 hasta 1988, fue empleado como estríper para "Chippendale". En enero de 1993, Mark comenzó su carrera en películas para adultos.
En 2006, Davis fue admitido en el Salón de la Fama de XRCO, y en el año 2003, fue incluido en el Salón de la Fama de AVN
En sus últimos años (2009-2012), trabajó casi principalmente para Kink.com, sirviendo en papeles de villano en escenas BDSM. En 2012, Mark Davis anunció su retiro de la pornografía, poniendo fin a casi 20 años de carrera.

## Personal
Mark Davis estaba casado con Kobe Tai y, más tarde, con Kitten. Se desempeñó como Padrino de Boda en la Boda de Jenna Jameson y de Brad Armstrong en 1996. Mark era un gran amigo de Jon Dough, cuyo suicidio lo afecto durante un "gran tiempo".

## Premios
- 1994 XRCO Award – Mejor Escena de Sexo Anal (Tope de Golpe de Bicicletas Babes)[6]
- 1996 Premio AVN – Mejor Escena de Sexo en Grupo,  Vídeo (Mundo del Sexo Anal Tour)[7]
- 1998 Premio AVN – Mejor Escena de Sexo Anal, Video (Tope de Golpe Travieso Enfermeras)[7]
- 2001 XRCO Award – Mejor Macho-Hembra Escena de Sexo (Bienvenido a Chloeville)[6]
- 2003 AVN Salón de la Fama[8]
- 2006 XRCO Salón de la Fama[4]
- 2009 Premio AVN – Mejor Escena de Sexo de Grupo (Anal Icono)[9]